# Dialéctica erística o el arte de tener razón, expuesta en 38 estratagemas
Dialéctica erística o el arte de tener razón, expuesta en treinta y ocho estratagemas (Eristische Dialektik: Die Kunst, Recht zu behalten) es un pequeño tratado inconcluso escrito por el filósofo alemán Arthur Schopenhauer, basado principalmente en los Tópicos de Aristóteles. 
Fue publicado en 1864, póstumamente, por Julius Frauenstädt, bajo el título de Eristik (Erística). En esta obra, Schopenhauer introduce el concepto de dialéctica erística, o el arte de tener la razón sin tener en cuenta la verdad o falsedad del objeto de la disputa, por cualquier medio lícito o ilícito. En ella se enumeran treinta y ocho estratagemas retóricas engañosas, que pueden facilitar el éxito en una discusión, pero que no sirven a la verdad. El arte de insultar es presentado como complemento a esta obra del filósofo. 

## Publicación
En el volumen 2, § 26, de su Parerga y Paralipomena, Schopenhauer escribió:
Los trucos, las maniobras y las artimañas a las que recurren para acertar al final, son tan numerosos y múltiples, y sin embargo se repiten con tanta regularidad que hace algunos años los hice objeto de mi propia reflexión y dirigí mi atención a su elemento puramente formal, después de haber percibido que, por variados que fueran los temas de discusión y las personas que tomaban parte en ellos, Los mismos trucos y esquivas idénticos siempre vuelven y son muy fáciles de reconocer. Esto me llevó en su momento a la idea de separar claramente la parte meramente formal de estos trucos y maniobras del material y de mostrarlo, por así decirlo, como un espécimen anatómico pulcro.
"Recopiló todos los trucos deshonestos que ocurren con tanta frecuencia en las discusiones y presentó claramente cada uno de ellos en su entorno característico, ilustrado con ejemplos y dado un nombre propio". Como un servicio adicional, Schopenhauer "añadió un medio para ser utilizado contra ellos, como una especie de protección contra estos empujes...".
Sin embargo, cuando más tarde revisó su libro, descubrió "que una consideración tan detallada y minuciosa de los caminos torcidos y trucos que utiliza la naturaleza humana común para encubrir sus deficiencias ya no se adapta a mi temperamento, por lo que lo dejo a un lado". Luego registró algunas estratagemas como especímenes para cualquiera que en el futuro pudiera querer escribir un ensayo similar. También incluyó, en Parerga y Paralipómena, volumen 2, § 26, un esbozo de lo que es esencial para cada disputa.
Los restos manuscritos dejados después de la muerte de Schopenhauer incluyen una sección de 46 páginas sobre "Dialéctica erística". Contiene treinta y ocho estratagemas y muchas notas a pie de página. Hay una discusión preliminar sobre la distinción entre lógica y dialéctica. E. F. J. Payne ha traducido estas notas al inglés. 

## Contenido

Fundamento de toda dialéctica, según Schopenhauer.

La obra contiene una serie de apuntes en los que Schopenhauer recopiló treinta y ocho Kunstgriffe —«estratagemas», «ardides» o «trucos» dialécticos—, argumentaciones desleales y engañosas utilizadas en las discusiones cuando uno de los contrincantes desea que prevalezcan sus tesis u opiniones propias sobre las del adversario, aun sabiendo que estas son absurdas o plausibles o que no lleva razón alguna en el asunto a discutir.
Para Schopenhauer, «la dialéctica erística es el arte de discutir, pero discutir de tal manera que se tenga razón tanto lícita como ilícitamente — por fas y nefas». El ensayo se convierte así en un espejo del pensamiento del filósofo, según el cual la dialéctica es un arte a posteriori que surge del debate y la discusión, y que el hombre fortalece a través del ejercicio al ser movido por un instinto de opresión, de arrogancia y de voluntad de obtener la razón a cualquier precio.
Schopenhauer desarrolla su  análisis a partir de la observación de lo que sucede tanto en las disputas públicas como en las privadas, y se articula a través de la experiencia cotidiana. Se basa, en una visión pesimista de la lucha incesante que enfrenta al ser humano y que se expresa en un constante deseo de superación.

## Temas principales

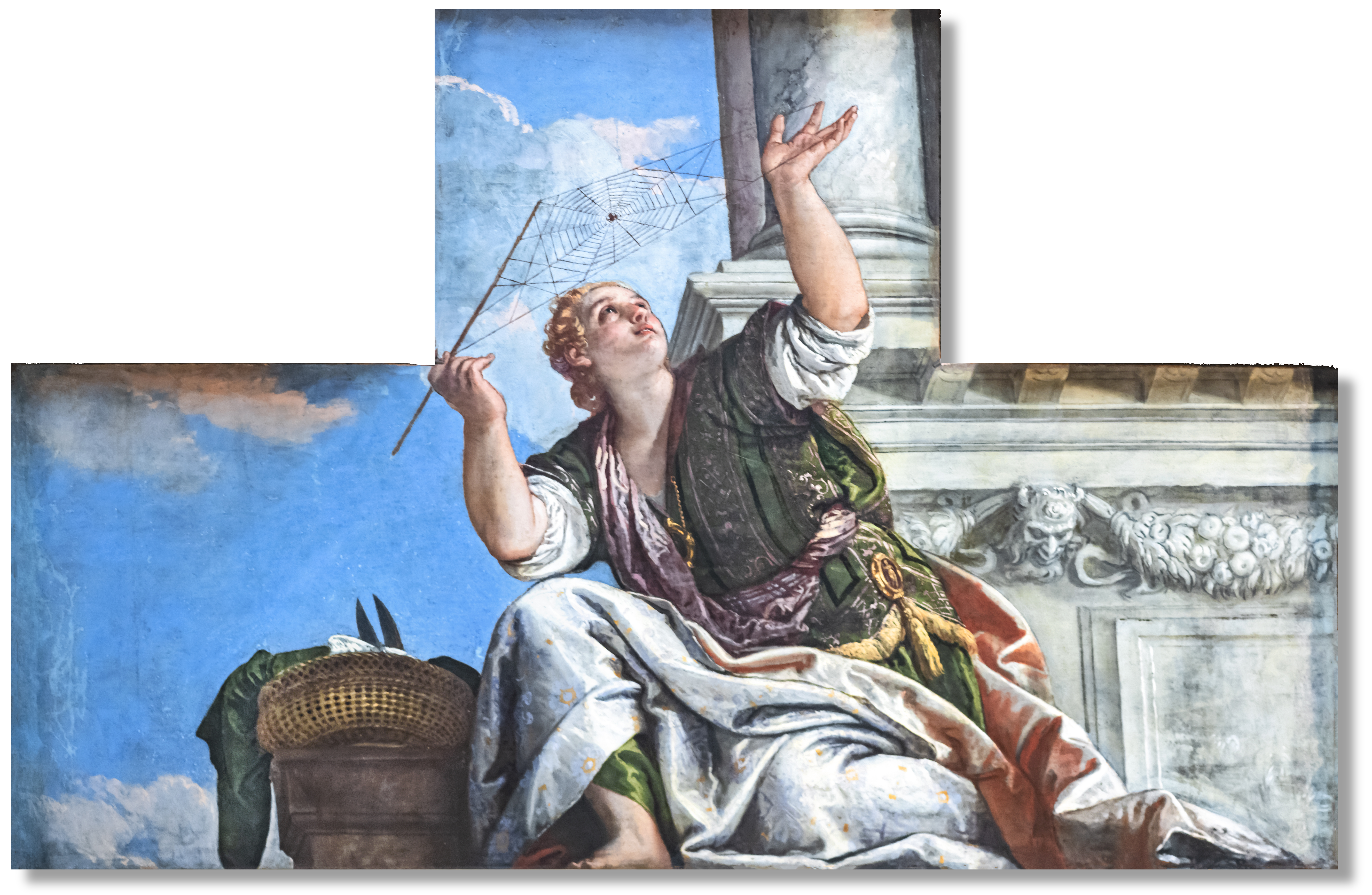
Aracne o la dialéctica de Paolo Veronese (1520).

La colección incorpora diferentes temáticas: desde las más cómicas, como las modas del momento, hasta los más trágicos, como la muerte, la explotación y el maltrato a los animales.
Se mencionan figuras importantes, entre ellas muchos filósofos que se convierten en protagonistas de insultos directos. Entre ellos Georg Wilhelm Friedrich Hegel, quien recibió la mayor parte de la atención de Schopenhauer. También se mencionan otros filósofos importantes como Gottfried Wilhelm von Leibniz, Immanuel Kant, Baruch Spinoza, Johann Gottlieb Fichte.
También se tiene en cuenta a los niños, al mundo animal, a la naturaleza, a la Iglesia, al género femenino, a los marginados; pero el ensayo también incluye religiones, filosofías, sonidos y numerosos conceptos abstractos.

## El insulto

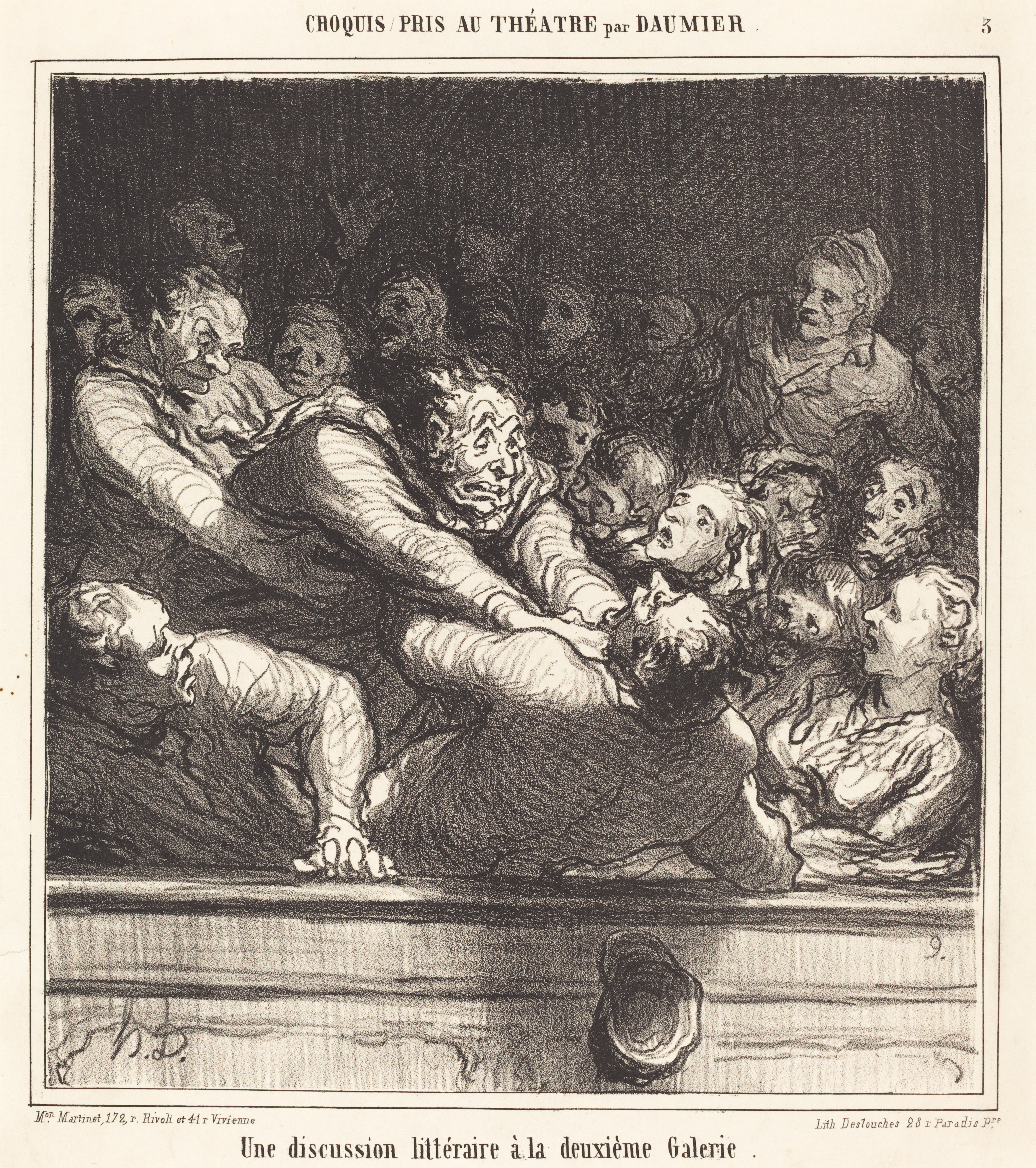
Una discusión literaria en la segunda galería. Litografía de Honoré Daumier publicada en Le Charivari, 1864.

En El arte de tener razón, en la que enumera las estratagemas que se pretenden acertar en una discusión, Schopenhauer llega al final de la lista, la trigésima octava, en la que reconoce un problema cuando el oponente resulta ser más inteligente o más hábil. Para no ser golpeado, y por lo tanto para entrar en razón, en estos casos según el filósofo es necesario recurrir al insulto. El arte de insultar es presentado como complemento a esta obra del filósofo. 

Schopenhauer no veía con buenos ojos el recurso del insulto, que consideraba un medio vulgar que debía evitarse. De hecho, en El arte de ser respetado describe el insulto como:
"una calumnia sumaria, sin dar razones: esto podría expresarse bien en griego [el insulto es una calumnia abreviada]... Indudablemente, el que insulta así revela claramente que no puede afirmar nada real o verdadero contra el otro. De lo contrario, de hecho, proporcionaría esto como premisa y haría que los oyentes sacaran las conclusiones con calma, con el insulto en cambio proporciona la conclusión y permanece en deuda con las premisas: quiere dar la impresión de que esto sucede solo en aras de la brevedad"
El insulto es a veces un peligro porque existe el riesgo de una escalada peligrosa, y Schopenhauer lo desaconseja cuando sea posible.
"Como dice Vincenzo Monti, los insultos se asemejan a las procesiones religiosas: siempre vuelven al lugar donde empezaron"
Al mismo tiempo, insultar resulta ser una técnica muy popular ya que, en general, incluso las personalidades más impasibles se ven arrastradas a circunstancias que lo requieren.
Del mismo modo, debe ser eficaz y lograr su propósito convirtiéndose en objeto de estudio. De hecho, a menudo se asocia con una falta de autocontrol; en realidad, gracias a las palabras de Schopenhauer, el insulto se convierte en un verdadero arte.

## Las treinta y ocho estratagemas
1. La amplificación.
2. El uso de homonimia.
3. «Tomar la afirmación que ha sido formulada en modo relativo ... como si lo hubiera sido en general».[5]
4. Mediante prosilogismos;
5. Premisas falsas.
6. Petición de principio.
7. Proceder «preguntando al adversario para poder deducir de sus respuestas la verdad de nuestra afirmación».[6]
8. «Provocar la irritación del adversario y hacerle montar en cólera».[7]
9. «No establecer las preguntas en el orden requerido por la conclusión a la que se desea llegar con ellas, sino desordenadamente; el adversario no sabrá a dónde queremos ir».[8]
10. «Si se advierte que el adversario niega intencionadamente aquellas preguntas cuyas respuestas afirmativas podrían ser utilizadas en benefício de nuestra tesis, hay que preguntarle lo contrario de lo que debemos, haciendo como si esto fuese lo requerido para defenderla».[7]
11. «Si hacemos una inducción y el adversario admite como válidos los casos particulares mediante los que se prueba, no debemos preguntarle si también admitirá la verdad general que puede concluirse de aquellos, sino que debemos introducirla a continuación como si se tratase de algo ya establecido y admitido anteriormente».[9]
12. «Si la conversación versa sobre un concepto general que carece de nombre propio y tiene que designarse trópicamente mediante una similitud, enseguida hemos de elegir nosotros el símil, de manera tal que sea lo más ventajoso posible para nuestra afirmación».[9]
13. «Para lograr que el adversario admita una tesis debemos presentarle su opuesta y darle a elegir una de las dos».[8]
14. Estratagema que, entre otras cosas (?), «pertenece a la fallacia non causae ut causae (engaño producido al tomar lo no fundamentado por el fundamento)».[8]
15. «Si hemos expuesto una tesis paradójica, pero nos encontramos en dificultades para demostrarla, presentamos al adversario otra tesis correcta, aunque no del todo evidente, para que la acepte o la refute como si de ello quisiéramos obtener la prueba; si sospechando alguna treta la rechaza, entonces lo reducimos ad absurdum [al absurdo], y triunfamos; pero si la acepta, habremos dicho entretanto algo razonable, y ya veremos cómo sigue adelante el asunto».[10]
16. Argumenta ad hominem o ex concessis.[10]
17. «Si el adversario nos amenaza con una refutación, a menudo podremos salvarnos mediante una sutil diferencia en la que antes no habíamos reparado, si es que el asunto se presta a alguna que otra ambigüedad o permite su remisión a un doble caso».[10]
18. Mutatio controversiae, «cambio del tema de la discusión».[11]
19. «Si el adversario nos solicita explícitamente alegar algo en contra de algún punto concreto de su afirmación, pero no tenemos nada adecuado, tomamos el asunto de manera general y argumentamos así en su contra».[11]
20. «Cuando hayamos obtenido del adversario la concesión de una premisa que requeríamos, tenemos que deducir la conclusión deseada no con más preguntas, sino concluyéndola inmediatamente nosotros mismos».[11]
21. «Si observamos que el adversario utiliza un argumento meramente aparente o sofístico, podemos anularlo sencillamente atacando su capciosidad y apariencia».[12]
22. «Si el adversario nos conmina a que admitamos algo de lo que inmediatamente se seguirá el problema que se debate en la discusión, nos negamos aduciendo que se trata de una petitio principii, pues tanto él como el auditorio confundirán con facilidad una tesis, que en apariencia se parece al problema».[12]
23. «La contradicción y la discordancia motivan la exageración de la tesis».[12]
24. «Uso abusivo de la deducción».[13]
25. Apagoge mediante una «instancia»; exemplum in contrarium.[13]
26. Retorsio argumenti.
27. «Si inesperadamente el adversario se muestra irritado ante un argumento, debe utilizarse tal argumento con insistencia».[14]
28. Argumento ad auditores: «se arguye una observación inválida, cuya invalidez solo reconoce el experto».[14]
29. Hacer diversión: «comenzar «repentinamente a hablar de otra cosa totalmente distinta como si tuviese que ver con el asunto en cuestión y constituyese un nuevo argumento en contra del adversario».[15]
30. «El argumentum ad verecundiam [argumento al respeto]. En vez de razones, se usan autoridades elegidas a la medida de los conocimientos del adversario».[16]
31. Declararse «fina e irónicamente incompetente».[17]
32. Subsumir una afirmación del adversario «bajo una categoría aborrecible con la que pueda tener alguna semejanza con la que se relaciona sin más».[18] Ejemplos: reductio ad Hitlerum; el rótulo del determinismo geográfico.
33. Responder: «Esto será verdad en la teoría, pero en la práctica es falso».[18]
34. Evadirse «respondiendo con otra pregunta o con una respuesta esquiva o con algo que carece de relación alguna con el asunto en discusión».[18]
35. «En vez de influir en el intelecto con razones, se influye en la voluntad por medio de motivos».[19]
36. «Desconcertar y aturdir al adversario con absurda y excesiva locuacidad. Esto tiene que ver con que frecuentemente creen los hombres, al escuchar palabras huecas, que se trata de graves pensamientos», frase del Fausto de Goethe.[20] Ejemplo: Crítica de Alan Sokal contra filósofos llamados posmodernos.
37. «Cuando el adversario, llevando de hecho razón, ha tenido la mala suerte de elegir para su defensa una prueba inadecuada que podemos invalidar fácilmente, damos con eso todo el asunto por refutado».[21]
38. «Cuando se advierte que el adversario es superior y se tienen las de perder, se procede ofensiva, grosera y ultrajante».[22]